# アインデフラ県
アインデフラ県（英語:Aïn Defla アラビア語: ولاية عين الدفلى）は、アルジェリア北部に位置するアルジェリアの県である。アルジェリアの首都、アルジェの南に位置する。